# Odorrana
Odorrana é um género de anfíbios da família Ranidae. Está distribuído por Japão, China, Indochina, Índia, Mianmar, Tailândia, Malásia, Sumatra e Bornéu.

## Espécies
- Odorrana absita (Stuart and Chan-ard, 2005)
- Odorrana amamiensis (Matsui, 1994)
- Odorrana andersonii (Boulenger, 1882)
- Odorrana anlungensis (Liu and Hu, 1973)
- Odorrana aureola Stuart, Chuaynkern, Chan-ard, and Inger, 2006
- Odorrana bacboensis (Bain, Lathrop, Murphy, Orlov, and Ho, 2003)
- Odorrana banaorum (Bain, Lathrop, Murphy, Orlov, and Ho, 2003)
- Odorrana bolavensis (Stuart and Bain, 2005)
- Odorrana cangyuanensis (Yang, 2008)
- Odorrana chapaensis (Bourret, 1937)
- Odorrana chloronota (Günther, 1876)
- Odorrana concelata Wang, Zeng, and Lin, 2022
- Odorrana dulongensis Liu, Che, and Yuan, 2021
- Odorrana exiliversabilis Li, Ye, and Fei, 2001
- Odorrana fengkaiensis Wang, Lau, Yang, Chen, Liu, Pang, and Liu, 2015
- Odorrana geminata Bain, Stuart, Nguyen, Che, and Rao, 2009
- Odorrana gigatympana (Orlov, Ananjeva, and Ho, 2006)
- Odorrana grahami (Boulenger, 1917)
- Odorrana graminea (Boulenger, 1900)
- Odorrana hainanensis Fei, Ye, and Li, 2001
- Odorrana hejiangensis (Deng and Yu, 1992)
- Odorrana hosii (Boulenger, 1891)
- Odorrana huanggangensis Chen, Zhou, and Zheng, 2010
- Odorrana ichangensis Chen, 2020
- Odorrana indeprensa (Bain and Stuart, 2006)
- Odorrana ishikawae (Stejneger, 1901)
- Odorrana jingdongensis Fei, Ye, and Li, 2001
- Odorrana junlianensis Huang, Fei, and Ye, 2001
- Odorrana khalam (Stuart, Orlov, and Chan-ard, 2005)
- Odorrana kuangwuensis (Liu and Hu, 1966)
- Odorrana kweichowensis Li, Xu, Lv, Jiang, Wei, and Wang, 2018
- Odorrana leporipes (Werner, 1930)
- Odorrana liboensis Luo, Wang, Xiao, Wang, and Zhou, 2021
- Odorrana lipuensis Mo, Chen, Wu, Zhang, and Zhou, 2015
- Odorrana livida (Blyth, 1856)
- Odorrana lungshengensis (Liu and Hu, 1962)
- Odorrana macrotympana (Yang, 2008)
- Odorrana margaretae (Liu, 1950)
- Odorrana mawphlangensis (Pillai and Chanda, 1977)
- Odorrana monjerai (Matsui and Jaafar, 2006)
- Odorrana morafkai (Bain, Lathrop, Murphy, Orlov, and Ho, 2003)
- Odorrana mutschmanni Pham, Nguyen, Le, Bonkowski, and Ziegler, 2016
- Odorrana nanjiangensis Fei, Ye, Xie, and Jiang, 2007
- Odorrana narina (Stejneger, 1901)
- Odorrana nasica (Boulenger, 1903)
- Odorrana nasuta Li, Ye, and Fei, 2001
- Odorrana orba (Stuart and Bain, 2005)
- Odorrana rotodora (Yang and Rao, 2008)
- Odorrana sangzhiensis Zhang, Li, Hu, and Yang, 2021
- Odorrana schmackeri (Boettger, 1892)
- Odorrana sinica (Ahl, 1927)
- Odorrana splendida Kuramoto, Satou, Oumi, Kurabayashi, and Sumida, 2011
- Odorrana supranarina (Matsui, 1994)
- Odorrana swinhoana (Boulenger, 1903)
- Odorrana tianmuii Chen, Zhou, and Zheng, 2010
- Odorrana tiannanensis (Yang and Li, 1980)
- Odorrana tormota (Wu, 1977)
- Odorrana trankieni (Orlov, Le, and Ho, 2003)
- Odorrana utsunomiyaorum (Matsui, 1994)
- Odorrana versabilis (Liu and Hu, 1962)
- Odorrana wuchuanensis (Xu, 1983)
- Odorrana yentuensis Tran, Orlov, and Nguyen, 2008
- Odorrana yizhangensis Fei, Ye, and Jiang, 2007